# Anders Söderman (meteorolog)
Anders Söderman, född 20 november 1940 i Uppsala församling i Uppsala län, är en svensk meteorolog.

## Biografi
Söderman avlade meteorologisk tjänsteexamen vid SMHI och Stockholms universitet 1962. Han var prognosmeteorolog vid Svea flygkår, Hälsinge flygflottilj, Krigsflygskolan och Jämtlands flygflottilj 1962–1970, varefter han var avdelningschef vid Vädercentral 1973–1986. Åren 1994–1997 var han chef för Vädertjänstavdelningen vid Högkvarteret. Söderman erhöll 1973 graden överstelöjtnant och hans sista grad blev överste av första graden.
Anders Söderman invaldes 1996 som ledamot av Kungliga Krigsvetenskapsakademien.